# Парное молоко

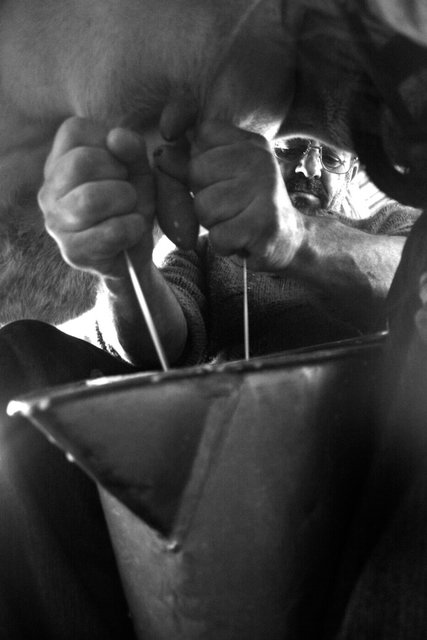
Получение парного молока

Парно́е молоко́ — свежее, только что выдоенное из молочных желёз (лат. mamma) самки млекопитающего (лат. Mammalia) животного (лат. Animalia) — в период сезонной лактации, — полноценно сбалансированное молоко, не подвергшееся какой-либо термической кулинарной обработке и/или механической переработке в качестве сырьевого продукта на молокозаводе.

## Этимология
Термин именной группы «парное молоко» образован из словосочетаний вершинного существительного в наименовании «молоко» (выступающее в качестве прямого объекта), и прилагательного «парное» (ж.р., прил. м.р. парно́й) — образованного от слова «пар» (испускающее пар на свежем и/или прохладном воздухе): ещё тёплое (не остывшее, обладающее температурой живого тела).

## Особенности
Только что выдоенное парное молоко имеет температуру тела животного, от которого оно получено, и пари́т (испускает пар) на свежем воздухе. В таком молоке ещё не происходят процессы распада и отделения одних веществ от других. Свежевыдоенное парное молоко от здоровой коровы обладает бактерицидностью: способностью задерживать размножение бактерий, попадающих в молоко после дойки из атмосферы, которая сохраняется в течение 3-х часов при температуре +30 °C, а при +15 °C продлевается до 8-ми, и при +10 °C до 24-х часов. При охлаждении и отстаивании парного молока́, происходит его естественное разделение на более лёгкую и менее плотную, жирную (др.-греч. λίπος «липидную») часть (сливки) — поднимающуюся к поверхности на ⅓‒¼ объёма жидкости (для некоторых видов млекопитающих, жирность молока может составлять выше 45‒50 %) и остальную — основную часть молока, богатую водой, остающуюся в нижней части сосуда. В прозрачном сосуде со свежим парным молоком сразу не наблюдается отделения более лёгкого и плотного молочного жира от остальной составной части молока, который — при этом, — может иметь от кремово-сероватого до желтоватого и даже салатного (у оленей) оттенка в цвете и хорошо различим невооружённым глазом. Через несколько часов после надоя парное молоко теряет часть своих особенных свойств и полезных качеств.

### Состав и пищевая ценность
По составу свежевыдоенное парное молоко близко́ к молозиву. Парное козье молоко — это хороший заменитель женского грудного молока, и поэтому оно имеет неоспоримое значение в вопросе питания детей в период их отнятия от груди или во время различных осложнений здоровья матери-кормилицы. Любое парное молоко обладает удивительными свойствами и это наиболее ценный продукт питания. Оно относится к низкокалорийным продуктам, и поэтому такое молоко может употребляться в период похудения и страдающим ожирением. Наибольшее количество всех витаминов содержится в парном молоке: в нём множество витаминов, ещё не подвергшихся окислению и распаду: витамин A, особенно полезный для детей и способствует улучшению остроты зрения; витамин В1, способствующий усвоению сахара и положительно влияющий на нервную систему; витамин D, снижающий риск возникновения остеопороза и рахита. В парном молоке легкоусвояемый фосфор и кальций. Парное молоко укрепляет иммунитет и улучшает деятельность пищеварения.

## Возможные негативные реакции
При индивидуальной непереносимости, некоторые люди могут ощутить на себе нежелательные негативные побочные эффекты от употребления парного молока: аллергические реакции, вздутие живота, понос или диарею и т. д. Употребление молока может привести к атеросклерозу и диабету. Также в непереработанном сыром напитке содержится до 96 % бактерий, которые могут спровоцировать развитие разных заболеваний. В парном молоке может развиваться кишечная и туберкулёзная палочка, а также сальмонелла и другие микроорганизмы. Употреблять парное молоко полученное от сомнительного и непроверенного источника необходимо с осторожностью, и если человек не уверен в чистоте и здоровье животного, то такое молоко необходимо подвергать термической обработке и кипятить в обязательном порядке.